# Muzeum Sztuki Współczesnej w Caracas
Muzeum Sztuki Współczesnej w Caracas (hiszp. Museo de Arte Contemporáneo de Caracas, MACC; Museo de Arte Contemporáneo de Caracas Sofía Imber, MACCSI) – najważniejsze muzeum sztuki w Wenezueli, położone w Caracas, otwarte w 1974 roku.

## Historia
Centrum Simóna Bolívara w celu utworzenia muzeum powołało Fundację Muzeum Sztuki Współczesnej w Caracas 30 sierpnia 1973 roku na fali boomu naftowego w Wenezueli. Muzeum otwarto 20 lutego 1974 roku; jego założycielką i kierowniczką była Sofía Ímber. Oficjalne otwarcie nowej siedziby odbyło się 22 kwietnia 1982 roku. Uczestniczył w nim prezydent Luis Herrera Campins.
Była to pierwsza placówka muzealna w Wenezueli oferująca usługi biblioteczne w zakresie sztuki, dysponująca przestrzenią do zajęć plastycznych dla dzieci i dorosłych, wyposażona w dział edukacyjny dla osób niewidomych oraz multimedialne centrum sztuki.
Po dojściu do władzy Hugo Cháveza Sofía Ímber została zwolniona z pracy w muzeum, co było transmitowane na żywo w telewizji. W 2001 roku z muzeum skradziono obraz Odaliska w szarawarach Henri Matisse’a, co przez dwa lata pozostało niezauważone, gdyż w jego miejsce powieszono falsyfikat. Kradzież obrazu zainspirowała kilkanaście kobiet do kilkudniowego happeningu-protestu topless w czerwonych szarawarach (stroju odaliski z obrazu) przed siedzibą muzeum, który miał na celu odzyskanie płótna. Dzieło ostatecznie odnaleziono w 2012 roku w Stanach Zjednoczonych.
Kryzys w Wenezueli znacząco wpłynął na działalność muzeum, gdyż nakłady finansowe na kulturę zostały ograniczone. Słabo opłacani pracownicy (miesięczna pensja pracowników wyższego szczebla odpowiadała 12 dolarom) podjęli działania mające na celu ocalenie zbiorów przed zniszczeniem, zwłaszcza na skutek wzrostu wilgotności powietrza. Po dwuletnim zamknięciu, w lutym 2022 roku muzeum zostało częściowo ponownie otwarte dla publiczności. Dyrektorem placówki jest Roberto Cárdenas.

## Architektura
Muzeum znajduje się we wschodniej części kompleksu Parque Central. Budynek zaprojektowało biuro architektoniczne Siso & Shaw Associated (głównym architektem był Daniel Fernández-Shaw). Projekt nadzorował architekt Nicolás Sidorkovs. Gmach muzeum wznoszono w latach 1970–1983. Główne budulce to zbrojony beton, szkło i stal.
Ekspozycja została rozlokowana na pięciu kondygnacjach w 16 salach, z czego część jest wykorzystywana do prezentacji wystaw czasowych. Obecnie budynek ma dwa razy większą powierzchnię użytkową niż pierwotna siedziba – jest to około 9 tysięcy m². W celu eliminacji szkodliwego wpływu ultrafioletu na zbiory podczas oświetlania światłem dziennym zastosowano specjalne filtry.

## Zbiory
Jest to najważniejsze muzeum tego typu w Wenezueli i jedno z ważniejszych w Ameryce Łacińskiej. Wartość kolekcji jest szacowana na co najmniej kilkaset milionów dolarów (2022). Zbiory muzeum skupiają się na sztuce powstałej po 1945 roku i obejmują prace artystów wenezuelskich m.in. Carlosa Cruza-Dieza, Gego, Jesúsa Rafaela Sota, a także twórców zagranicznych, m.in. Magdaleny Abakanowicz, Alexandra Caldera, Marca Chagalla, Salvadora Dalíego, Luciana Freuda, Fernanda Légera, Joana Miró, Pabla Picassa (100 grafik Picassa z lat 1931–1934).

### Wybrane obrazy
- Marc Chagall, Nocny karnawał (1963)[15]

- Joan Miró, La Leçon de ski (1966)[16]
- Pablo Picasso, Portret Dory Maar (1973)[17]

## Galeria

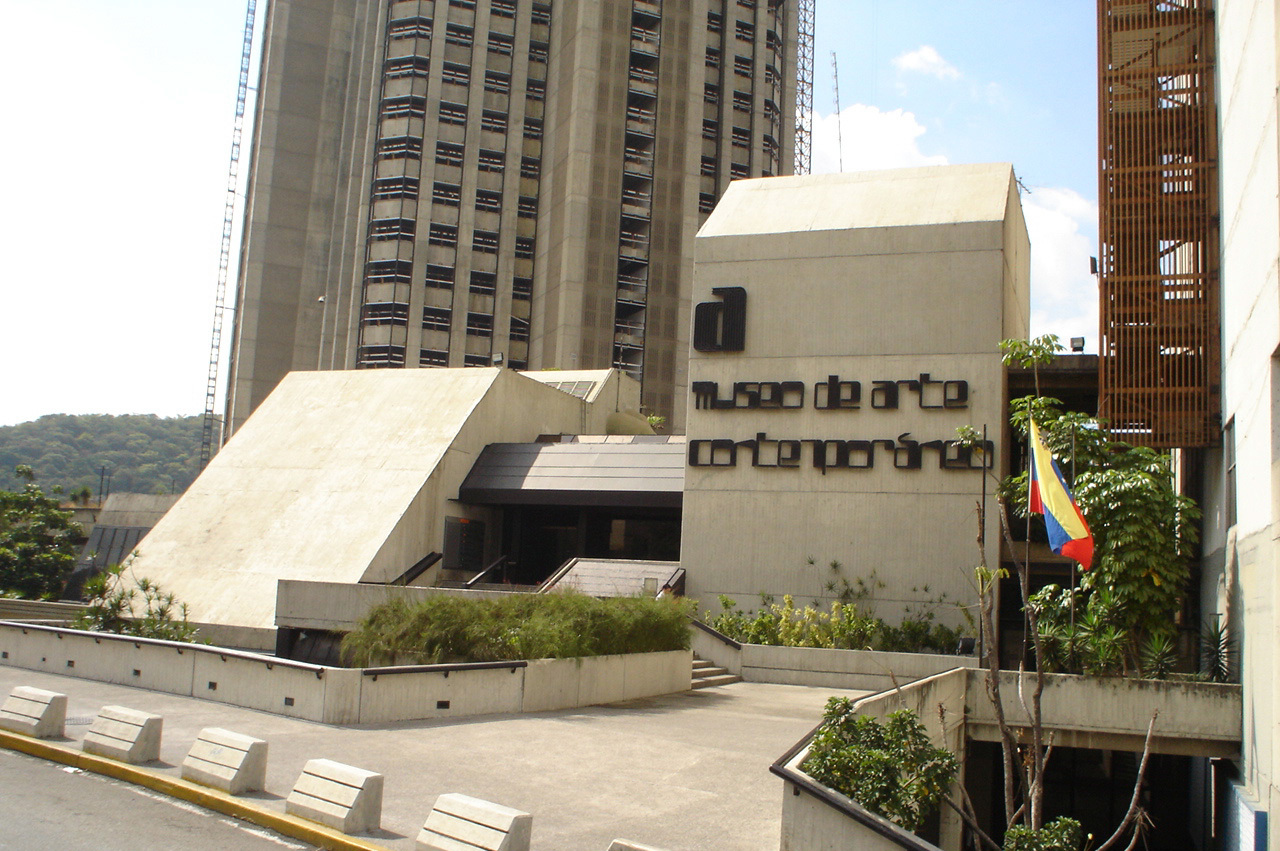
Siedziba muzeum, elewacja od strony wejścia głównego (2007)
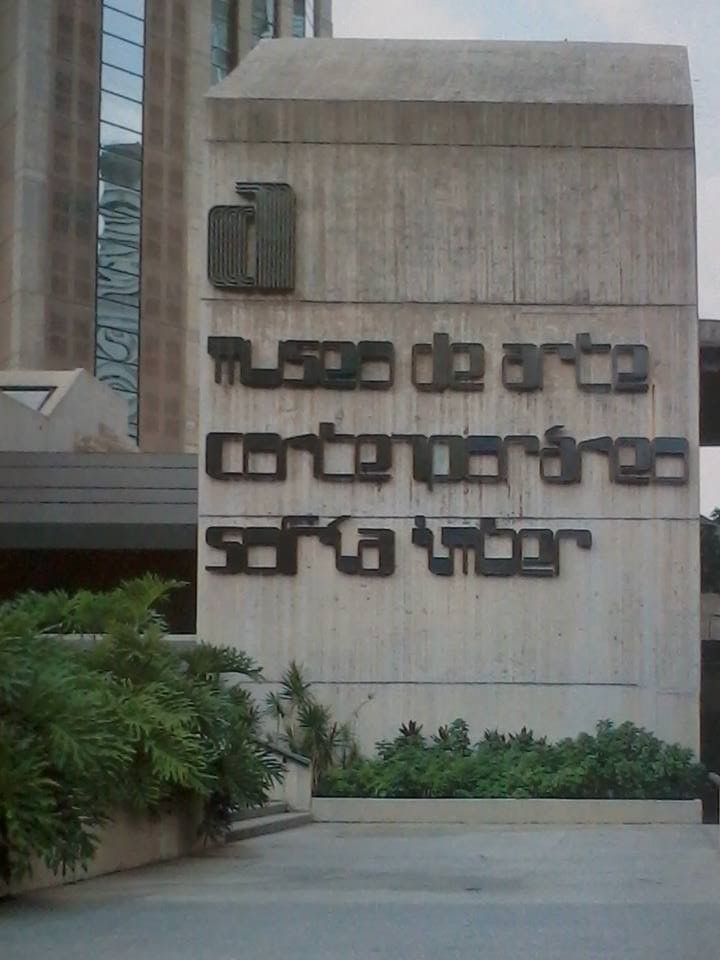
Elewacja z nazwą muzeum im. Sofíi Imber (2014)
Obrazy Fernanda Légera (2014)
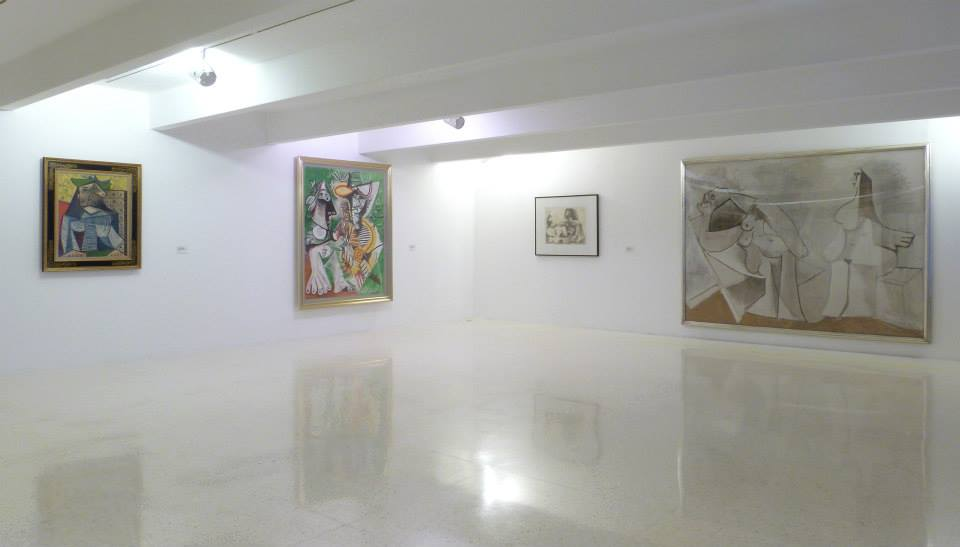
Obrazy Pabla Picassa (2014)
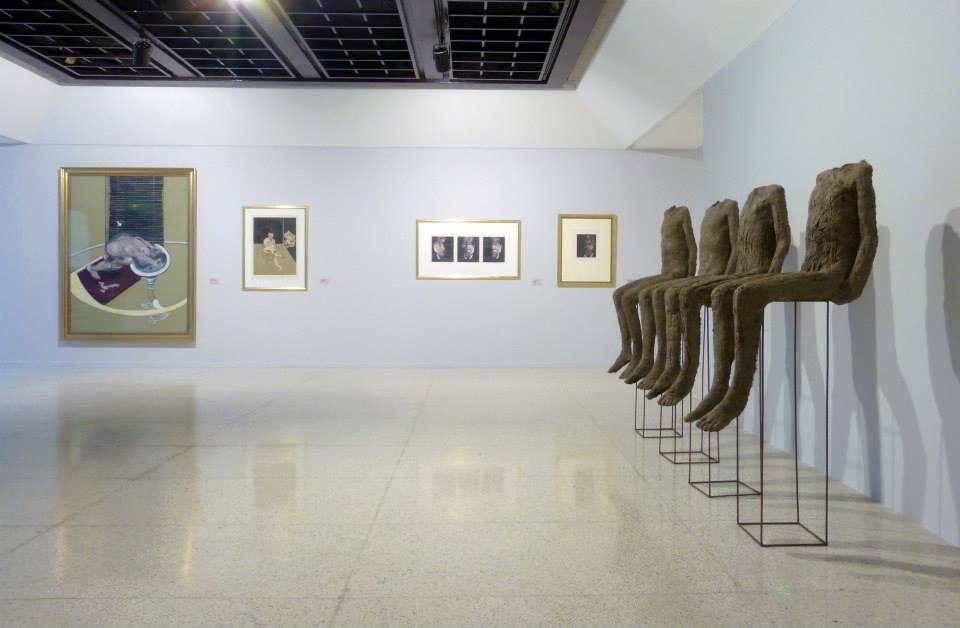
Obrazy Francisa Bacona i rzeźby Magdaleny Abakanowicz (2014)
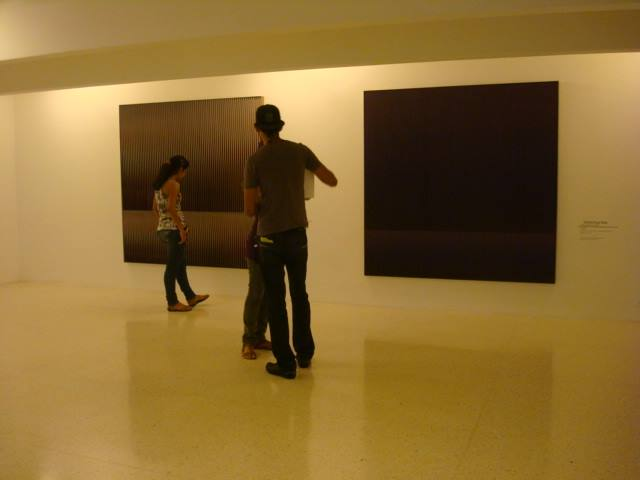
Obrazy Jesusa Sota i Cruza-Dieza (2014)
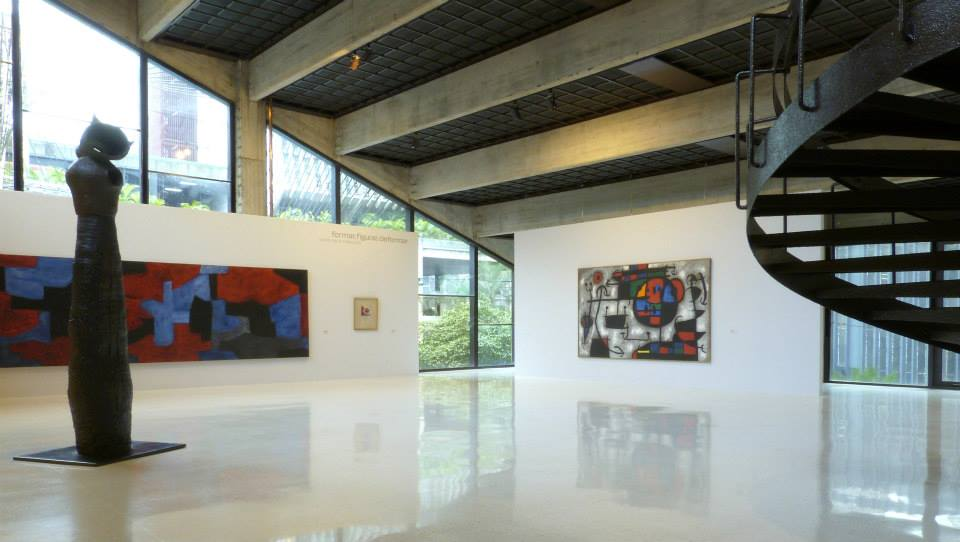
Parter z obrazem Joana Miró, La Leçon de ski (2014)